# Nakoula Basseley Nakoula
Nakoula Basseley Nakoula (né en 1957[réf. nécessaire]), plus connu sous le pseudonyme de « Sam Bacile » est un Égyptien copte, résidant aux États-Unis, qui s'est rendu célèbre pour avoir été scénariste, producteur et réalisateur de la vidéo L'Innocence des musulmans, publiée sur YouTube le 2 juillet 2012.

## Biographie
Il vit à Cerritos en Californie à Los Angeles avec son fils de 21 ans, Abanoub Basseley, et a un diplôme de la Faculté des arts de l'Université du Caire. En difficulté avec le fisc, il est propriétaire d'une station service. Arrêté en possession de matériel pour produire des amphétamines, il est condamné à la prison. Il a déclaré avoir tourné L'Innocence des musulmans, préalablement titré L'Innocence d'Oussama ben Laden, pour photographier les fanatiques d'Al-Qaïda afin de les démasquer.

## Prime
Le 22 septembre 2012, le ministre pakistanais des chemins de fer, Ghulam Ahmad Bilour, promet une prime de 100 000 dollars à qui tuera Nakoula Basseley Nakoula. « J'annonce que je donnerai 100 000 dollars à celui qui tuera ce blasphémateur qui a outragé le saint prophète. J'appelle aussi les talibans et les frères d'Al-Qaïda à participer à cette noble action ».

## Arrestation
Nakoula Basseley Nakoula a été arrêté le jeudi 27 septembre 2012, à Los Angeles.